# Claymore

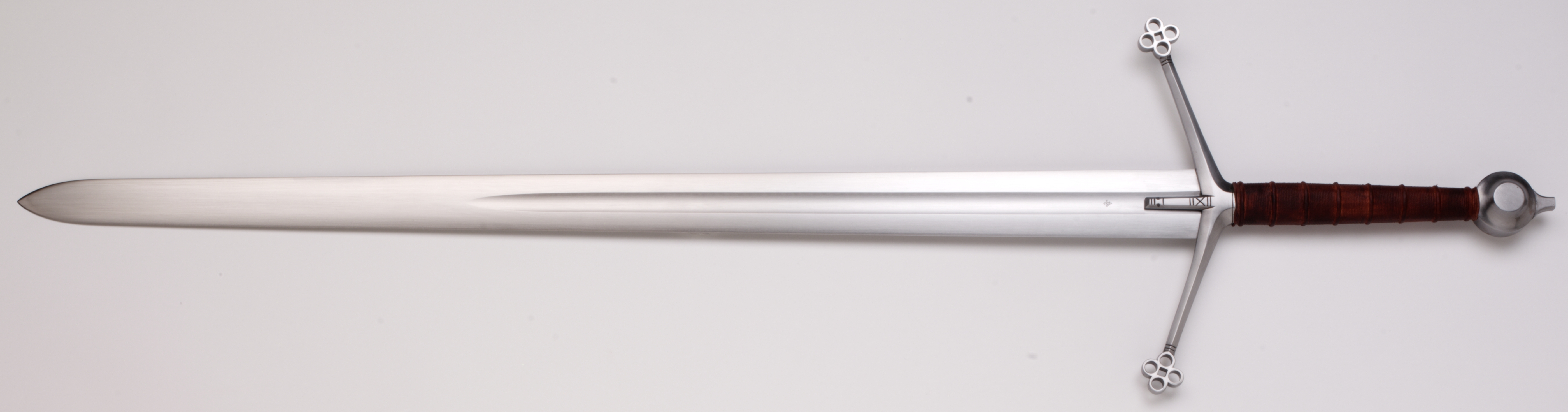
Claymore

Claymore je typ dvouručního meče původně skotských horalů a žoldnéřů v Irsku v 15.–17. století
Dvojbřitý, velký meč, který mohl dosahovat délky až 140 cm, jílec měl tento typ meče rovný s zpravidla kulovitou hlavicí, lístkovité zakončení záštity, kovová rukojeť bývala často potažená kůží. Čepele k tomuto meči byly většinově dováženy z Německa, což bylo patrné na jejich vlastnostech.
Tento meč je často zaměňován s mečem s názvem claybeg.

## Etymologie
Slovo claymore pochází z gaelského výrazu claidheamh mór, což v překladu doslova znamená velký meč.